# Fecha movible
Un evento de fecha movible o de fecha móvil es un evento anual que no tiene una fecha fija en el calendario, variando su día de celebración de acuerdo con el día de la semana o número de días transcurridos antes o después de un evento concreto, muchas veces una solemnidad religiosa en sí movible. Otro término muy usado para esta acepción es el de fecha variable; si bien su uso puede referirse sencillamente a distintas fechas del año, en el contexto del calendario litúrgico y de los festivos suele tener el significado de fecha movible. Cuando se refiere al día en sí, suele definirse como día móvil. 

## Cambio de horario
Los cambios de horario (hora de verano y hora de invierno) son en su gran mayoría eventos móviles, que suelen tener lugar en un día concreto de la semana en los meses que dan comienzo a los períodos de otoño y primavera, respectivamente. Por ejemplo, en Europa y algunos otros países el horario de verano comienza en el último domingo de marzo y termina el último domingo de octubre, los cuales caen en diferentes fechas cada año.

## Festividades
Una fiesta movible, también llamada fiesta móvil, festividad no fija, día feriado no fijo o festivo no fijo es aquella festividad anual que no tiene una fecha fija en el calendario, variando su día de celebración de acuerdo con el día de la semana o número de días transcurridos antes o después de un evento concreto, como lo es un solsticio o un plenilunio. En algunas religiones son tan comunes como las solemnidades fijas (que ocurren cada año en la misma fecha); es el caso del cristianismo y el judaísmo, ambos partiendo del calendario judío con el fin de establecer el día del festivo.

### En el cristianismo
Por lo general, las fiestas móviles en la liturgia cristiana se dividen en dos grupos:
- Las que tienen lugar un número concreto de días anteriores o posteriores al Domingo de Pascua,[3] que a su vez se calcula en parte correspondiendo a las fases lunares (siguiendo la primera luna llena de primavera), con una variación de hasta 35 días. A partir de este cálculo, llamado computus y que se basa en el calendario judío,[4] se calcula el día de celebración de fiestas como la Pascua, Corpus Christi o Miércoles de Ceniza.
- Algunos eventos litúrgicos se celebran en, o a partir de, un día semanal concreto:
  - Es el caso del Adviento, que comienza en el domingo más cercano al 30 de noviembre, y cuya duración varía también (entre 22 a 28 días) dado que lo integran necesariamente los tres domingos que siguen (cuatro en total). Sin embargo, la festividad del calendario de Adviento, que se celebra en algunos países de Europa occidental y central, no es movible ya que empieza concretamente el 1 de diciembre, culminando el día de Nochebuena, el 24 de diciembre (es decir que no es del todo paralela al período litúrgico del Adviento). Precisamente la Navidad es un ejemplo de una festividad fija, que se celebra cada año en la misma fecha, lo mismo que el propio Año Nuevo y la anterior Nochevieja (o Silvester en los países de orígenes germánicos).
  - En el santoral de la iglesia apostólica armenia algunos de los días de santos también son movibles, como es el caso de San Sergius Luchador, cosa que en la actualidad no ocurre en ninguna otra denominación apostólica. Aunque en tiempos pasados algunas solemnidades de los santos patrones de la Iglesia católica caían también en días móviles, como es el caso de San Vicente Ferrer, actualmente conmemorado el 5 de abril,[5] que anteriormente se celebraba el lunes siguiente a Octava de Pascua.[6]

### En el judaísmo
Debido a que el calendario judío en sí es un calendario lunisolar (de ahí que sirve de base para el computus), las festividades judías no varían en relación con el año hebreo, es decir que son amovibles o fijas para los que observan estrictamente el calendario hebreo.
En cambio, en relación con el calendario civil (o cívico), son todas fiestas movibles. Debido a que en la actualidad la totalidad de judíos viven en Estados modernos, donde el calendario en uso para las actividades estatales y civiles es el gregoriano (en Israel, por ejemplo, el año escolar empieza siempre el 1 de septiembre), las festividades religiosas, como Pésaj (la pascua judía) o Sukkot (fiesta de las cabañas), además del día de la independencia (aunque no sea religioso), son fiestas móviles en el calendario principal.

### Fiestas nacionales y locales
Quizás la más conocida de las fiestas nacionales que caen en días móviles es el Día de Acción de Gracias, celebrado en Estados Unidos, Canadá y países varios, cada vez más común alrededor del mundo, a la vez que fiestas afines como el Erntedankfest alemán. Esta fiesta se celebra el segundo lunes de octubre en Canadá, el cuarto jueves de noviembre en los Estados Unidos y Brasil, y alrededor de la misma temporada del año en otros lugares.
Un ejemplo de una festividad movible local (aunque internacionalmente famosa) es la Tomatina, que se celebra en Buñol (España) el último miércoles de agosto.

## Eventos varios

### Días de homenaje
- Día de la Madre:[9] En la mayoría de países es un día de celebración móvil, normalmente celebrado el segundo domingo de mayo (estándar norteamericano),[10] lo cual es el caso de la mayoría de países europeos y africanos, aunque existen otras variedades como el último domingo de mayo (estándar francés - siempre que no caiga en el Pentecostés). En el caso de los países de tradición anglicana, este día se celebra durante el cuarto domingo de Cuaresma, conocido como domingo de la maternidad, adquiriendo matices litúrgicos más allá del significado moderno del día. En otros países, sin embargo, el Día de la Madre cae en fecha fija, celebrándose en fechas como 21 de marzo (el equinoccio de marzo - estándar árabe), 8 de marzo (coincidiendo con el día internacional de la mujer) y otras.
- Día del Padre:[9] Originalmente una solemnidad fija, llevada por españoles y portugueses a las Américas en el siglo XVI y defendida por la Iglesia católica conmemorando la paternidad de José de Nazaret, y por tanto celebrada el 19 de marzo, el moderno Día del Padre suele ser un evento móvil que se celebra en muchos países de Europa y América en el tercer domingo de junio. Sin embargo existen otras fechas, incluyendo la original que se sigue observando en partes de América Latina.

### Eventos comerciales
Existen varios eventos comerciales alrededor del mundo, cada vez más comunes gracias a los medios digitales, cuya fecha de celebración está vinculada con algunas festividades móviles de la liturgia cristiana, cayéndose por tanto en días móviles. Un ejemplo son los días de Viernes Negro y Ciberlunes, que inauguran la temporada de compras navideñas y que se celebran el primer viernes después del Día de Acción de Gracias (en sí una fiesta movible), y el lunes que sigue, respectivamente.

## Año móvil
El concepto de año móvil (en inglés: rolling year) suele referirse al período de doce meses transcurridos entre dos fechas que pueden modificarse según el año, por ejemplo entre el 15 de septiembre de un año hasta el 15 de septiembre del año siguiente. En algunas acepciones, esta variación no es necesaria, usando el término para referirse a cualquier período de doce meses que no coincide con el comienzo y término de un año en un calendario concreto (civil, escolar, litúrgico, etc.), aunque las fechas no cambien de un año para otro.